# The Suffragist
The Suffragist fue un periódico semanal publicado por la Unión del Congreso para el Sufragio Femenino en 1913 para promover la causa del sufragio femenino. La publicación fue concebida por primera vez como un pequeño panfleto por la Unión del Congreso (CU), una nueva afiliada de la Asociación Nacional del Sufragio de la Mujer Estadounidense (NAWSA), que en 1917 se convirtió en el NWP. Se convirtió en un periódico sensacionalista semanal de ocho páginas cuando apareció el primer número el 15 de noviembre de 1913

### Inicios
Alice Paul y Rheta Childe Dorr como su primera editora lo fundaron con el objetivo de difundir noticias políticas de mujeres y promover movimientos hacia una enmienda por sufragio. El periódico daba a sus editoras una vía para comunicarse directamente entre sí y con sus seguidores sin los medios de comunicación convencionales. En sus seis años, la publicación jugó un papel importante en el eventual éxito del movimiento por el sufragio. The Suffragist registró protestas y detenciones en las noticias y editoriales, junto con caricaturas políticas, ilustraciones, fotografías, ensayos y poemas donde todos sirvieron como dispositivos de promoción dentro del periódico. La portada de cada número normalmente presentaba una caricatura de página completa. La artista Nina Allender dibujó la gran mayoría de estos. Allender presentó una nueva imagen de la sufragista joven y físicamente bella, además de valiente e inteligente. La tercera página de The Suffragist incluía el texto de la enmienda al sufragio federal propuesta y al menos un editorial.
En 1917, cuando el Partido Nacional de la Mujer (NWP) comenzó a hacer piquetes en la Casa Blanca y fue arrestado, el periódico sirvió de luz al público sobre el trato a estos políticos.
En 1914, Alice Paul y Lucy Burns fueron sus editoras, y más tarde, en 1917, Edith Houghton Hooker se convirtió en su editora oficial.

### Decimonovena Enmienda a la Constitución de los Estados Unidos
El periódico dejó de publicarse después de que se aprobara la Decimonovena Enmienda a la Constitución de los Estados Unidos que permitía a las mujeres votar, en 1919 se recuperó la publicación como Igualdad de Derechos, la revista oficial del Partido Nacional de la Mujer desde 1923 hasta 1954. La revista cumplió un papel similar al de The Suffragist. Aun así, se centró específicamente en la Enmienda de Igualdad de Derechos y otros proyectos de ley que afectan a las mujeres, incluida la legislación laboral protectora, las cuestiones de nacionalidad y el servicio de jurados.

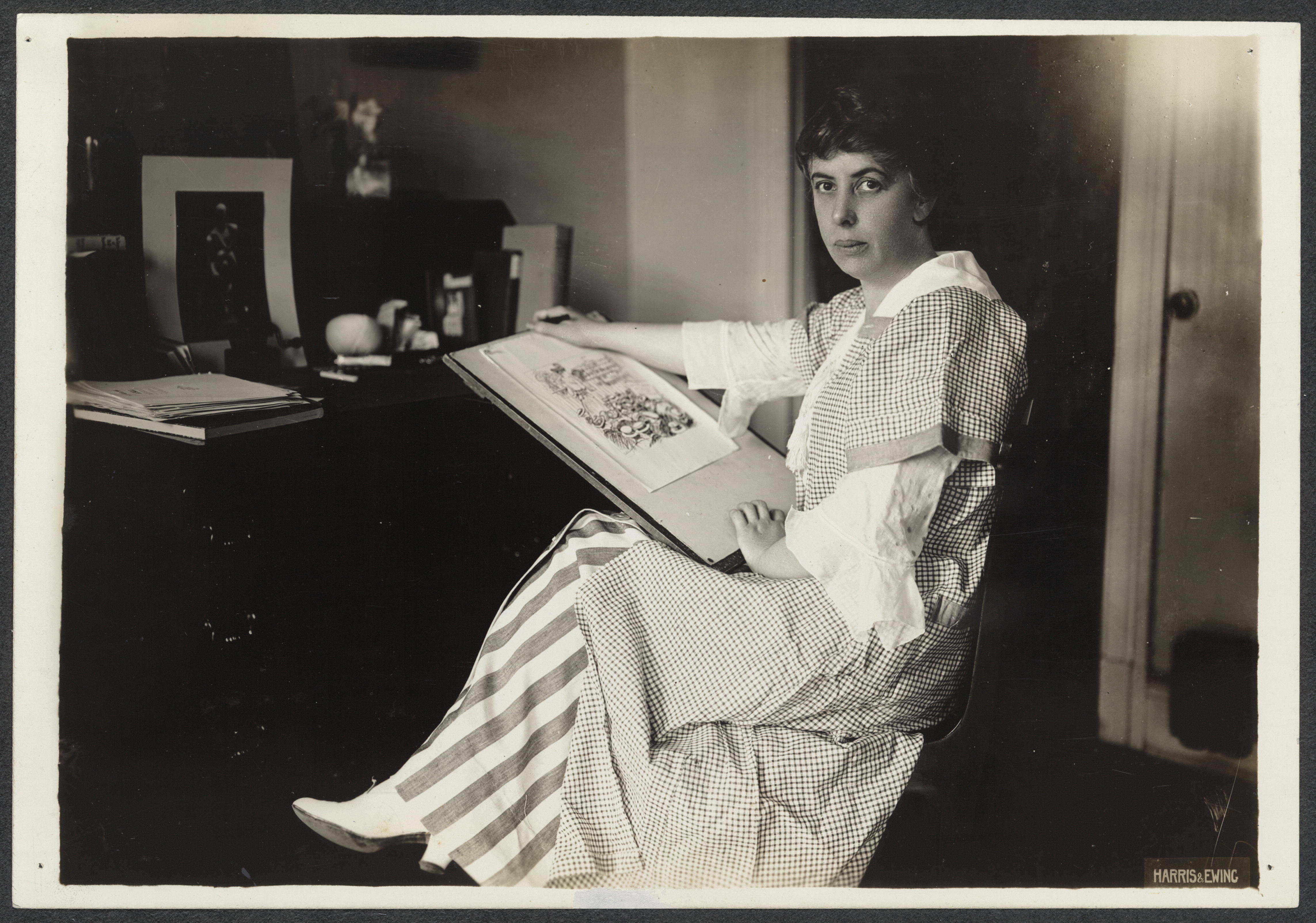
Nina Allender, dibujante de The Suffragist.
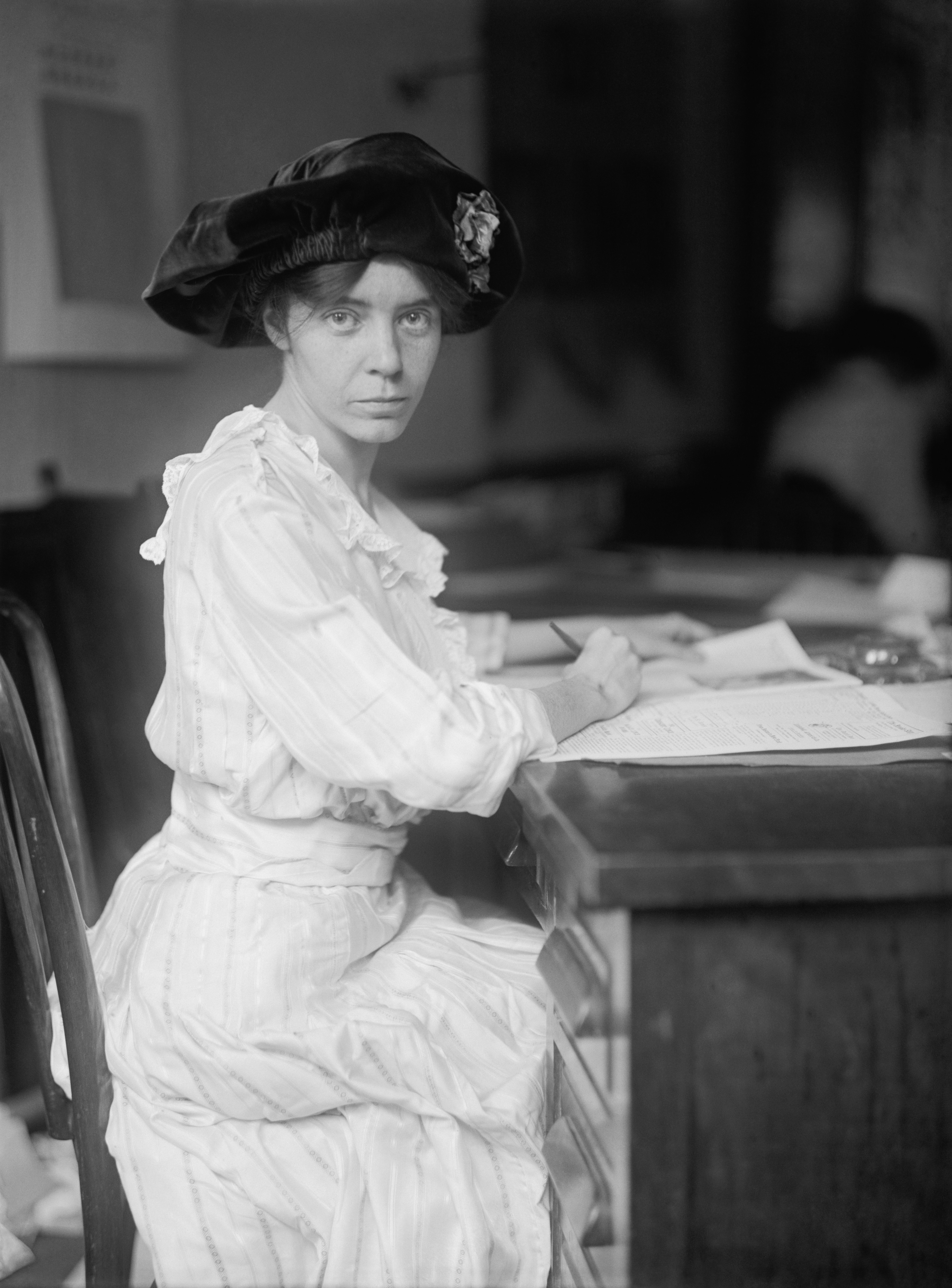
Alice Paul, fundadora de The Suffragist.
Rheta Childe Dorr, primer editor de The Suffragist.
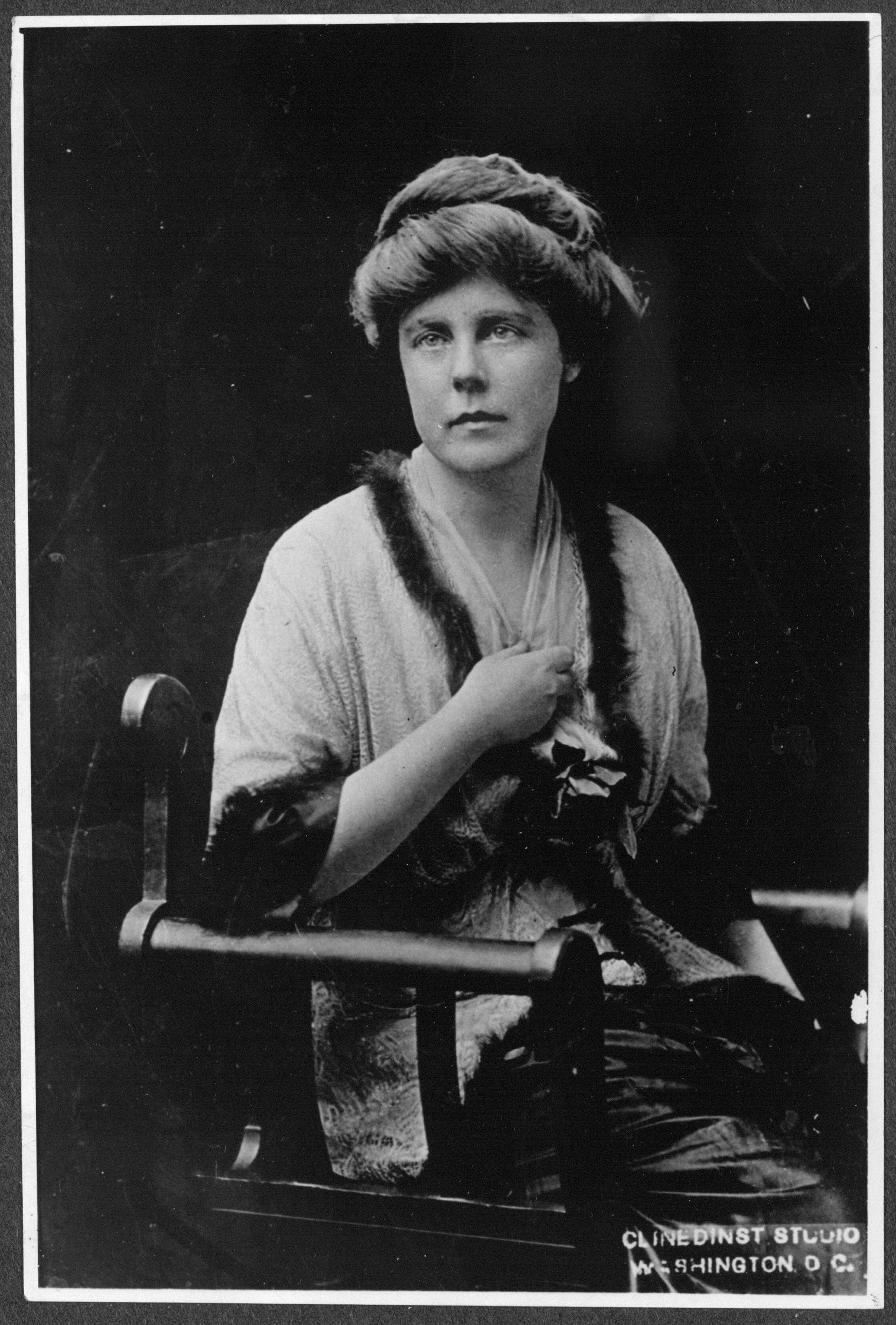
Lucy Burns, editora de The Suffragist.
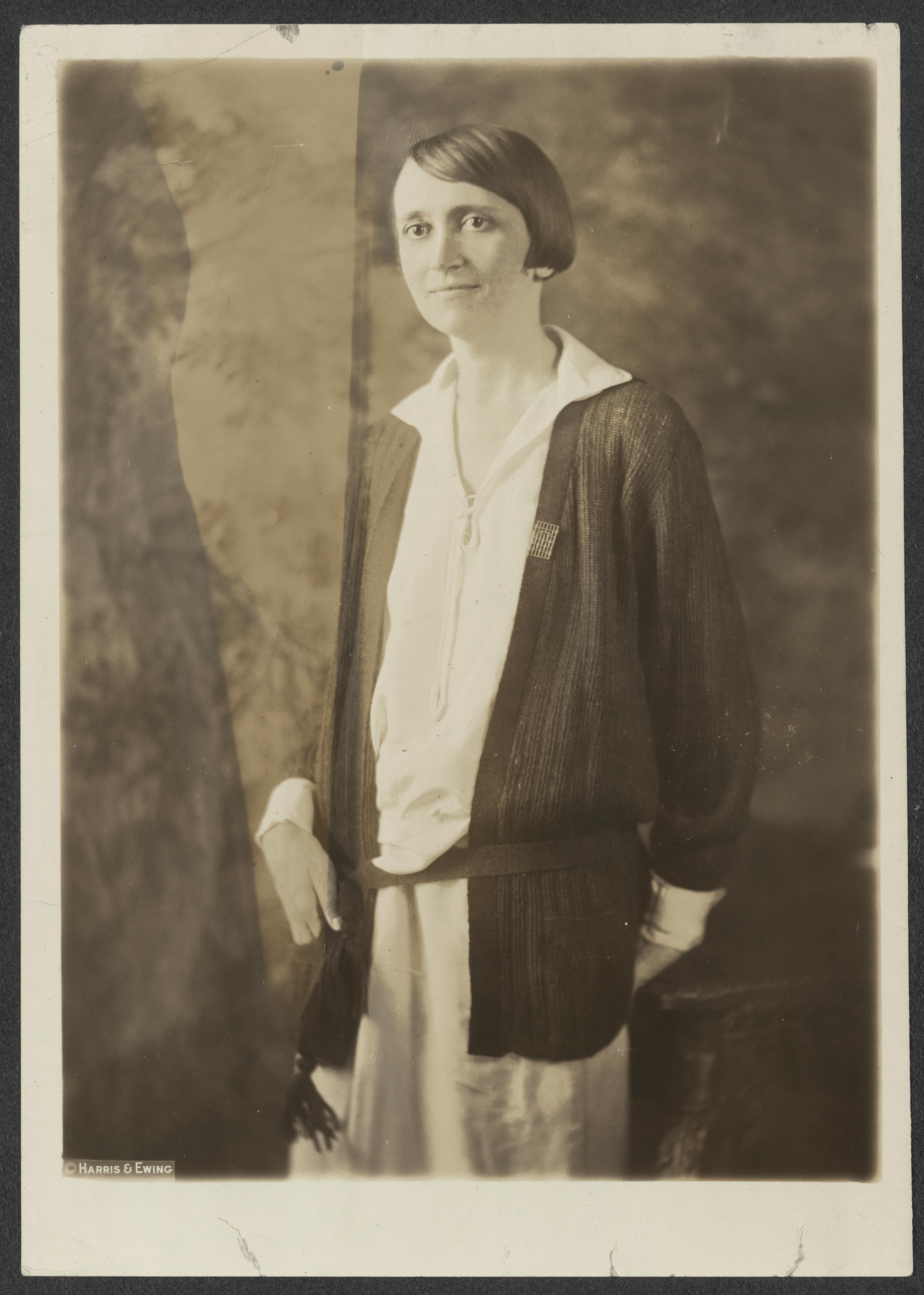
Sue Shelton White, editora de The Suffragist, alrededor de 1920